# Cynorta
Cynorta is een geslacht van hooiwagens uit de familie Cosmetidae.
De wetenschappelijke naam Cynorta is voor het eerst geldig gepubliceerd door C.L. Koch in 1839. 

## Soorten
Cynorta omvat de volgende 155 soorten:
- Cynorta albanalis
- Cynorta albiadspersa
- Cynorta albicruciata
- Cynorta albicurvata
- Cynorta albiornata
- Cynorta albipicta
- Cynorta albituber
- Cynorta alvarezi
- Cynorta aniuskae
- Cynorta annulata
- Cynorta arborescens
- Cynorta astora
- Cynorta azucaria
- Cynorta barloventensis
- Cynorta bassleri
- Cynorta bifurcata
- Cynorta blasi
- Cynorta bochinchana
- Cynorta boconoensis
- Cynorta bordoni
- Cynorta bromeliaca
- Cynorta bromeliacia
- Cynorta calcarapicalis
- Cynorta calcarbasalis
- Cynorta calycina
- Cynorta camachoi
- Cynorta cancellata
- Cynorta carapoensis
- Cynorta cardenasi
- Cynorta carraoensis
- Cynorta casa
- Cynorta casita
- Cynorta catenulata
- Cynorta ceara
- Cynorta churubusci
- Cynorta circumbrosa
- Cynorta clavipus
- Cynorta clunipecten
- Cynorta colombiana
- Cynorta compressicoxa
- Cynorta conspersa
- Cynorta coronata
- Cynorta coxaepunctata
- Cynorta coxalis
- Cynorta crassa
- Cynorta cristafemoralis
- Cynorta cruzensis
- Cynorta dampfi
- Cynorta dariensis
- Cynorta davisi
- Cynorta dearuwa
- Cynorta dentipes
- Cynorta discreta
- Cynorta eremitica
- Cynorta flavoclathrata
- Cynorta flavornata
- Cynorta formosa
- Cynorta fortina
- Cynorta fraterna
- Cynorta gamma
- Cynorta geayi
- Cynorta geniculata
- Cynorta geraisii
- Cynorta goodnightorum
- Cynorta gregaria
- Cynorta guadalupensis
- Cynorta guanjuina
- Cynorta guasinensis
- Cynorta hassleri
- Cynorta hondurensis
- Cynorta huanuco
- Cynorta immaculata
- Cynorta infracta
- Cynorta infulata
- Cynorta insperata
- Cynorta interjecta
- Cynorta itacoaiensis
- Cynorta jamesoni
- Cynorta josecarlosi
- Cynorta juncta
- Cynorta juruensis
- Cynorta krausi
- Cynorta lata
- Cynorta lateralis
- Cynorta leucopyga
- Cynorta levinseni
- Cynorta limona
- Cynorta lineata
- Cynorta lithoclasica
- Cynorta litterata
- Cynorta liturata
- Cynorta maculabnormis
- Cynorta maculorum
- Cynorta magnifica
- Cynorta maimirensis
- Cynorta marginalis
- Cynorta mayi
- Cynorta meinerti
- Cynorta meridensis
- Cynorta mesaensis
- Cynorta mira
- Cynorta multigranulata
- Cynorta munozgrateroli
- Cynorta nigrotuberosa
- Cynorta notabilis
- Cynorta oxapampa
- Cynorta palmarum
- Cynorta paolilloi
- Cynorta peninsulana
- Cynorta pichitana
- Cynorta pleuralis
- Cynorta poaensis
- Cynorta posticata
- Cynorta praeoculata
- Cynorta propria
- Cynorta puna
- Cynorta punctatolineata
- Cynorta punctiacuta
- Cynorta punctitergum
- Cynorta quibijana
- Cynorta quinquesignata
- Cynorta ramulata
- Cynorta refracta
- Cynorta rorida
- Cynorta salvadorensis
- Cynorta sanarensis
- Cynorta sayensis
- Cynorta scripta
- Cynorta seminata
- Cynorta sextuberculata
- Cynorta sigillata
- Cynorta simplex
- Cynorta sinuosa
- Cynorta skwarrae
- Cynorta sturmi
- Cynorta sulphurata
- Cynorta surinamia
- Cynorta thoraxpicta
- Cynorta tingaria
- Cynorta tovarzeai
- Cynorta triangulata
- Cynorta unciscripta
- Cynorta unicruciata
- Cynorta valida
- Cynorta vancleavi
- Cynorta variegata
- Cynorta vestita
- Cynorta v-flava
- Cynorta yaracuyanus
- Cynorta zilchi
- Cynorta zonata
- Cynorta zuliana

(Cynorta ornatissima plus Cynorta innominata -> Abria innominata)
(Cynorta montis -> Abria reticulata)